# Station Tralee Casement
Station Tralee Casement is een spoorwegstation in Tralee in het  Ierse  graafschap Kerry. Tralee is het eindpunt van de  lijn Dubin - Tralee. Via Mallow is er tevens een verbinding met Cork. 

## Historie
Het station, oorspronkelijk genaamd Tralee South, werd geopend op 18 juli 1859. Het station kreeg de huidige naam in 1966, toen ter gelegenheid van de vijftigste verjaardag van de Paasopstand meerdere stations in Ierland vernoemd werden naar leiders van die opstand. Tralee South werd vernoemd naar Roger Casement.
Op 24 april 1901 vond een ernstig ongeval plaats. Een goederentrein, vertrokken uit Mallow om 2.30 uur, kon bij aankomst om 6.20 uur niet stoppen en reed met een vaart van circa 40 tot 50 km/u tegen de buffers. De machinist en een conducteur kwamen hierbij direct om het leven. De stoker stierf enkele uren later.